# Ribaforada
Ribaforada est une ville et une commune de la communauté forale de Navarre (Espagne).
Elle est située dans la zone non bascophone de la province, dans la mérindade de Tudela et à 107 km de sa capitale, Pampelune. Le castillan est la seule langue officielle alors que le basque n’a pas de statut officiel.

## Localités limitrophes
Fontellas, Ablitas, Buñuel et le río Ebre, qui le sépare de Fustiñana et Cabanillas.

## Les Templiers et les Hospitaliers
Ribaforada fut l'une des deux commanderies de l'ordre du Temple dans le royaume de Navarre jusqu'au début du XIVe siècle. Les terres avaient été données aux Templiers de Novillas vers 1157 par Sanche, roi de Pampelune. À la suite de l'arrestation des Templiers en 1307/08 et du procès de l'ordre du Temple, la commanderie et toutes les possessions attenantes furent dévolues aux Hospitaliers de l'ordre de Saint-Jean de Jérusalem. La commanderie de Ribaforada devient alors l'une des principales commanderies du grand prieuré de Navarre au sein de la langue d'Espagne puis de la langue d'Aragon.

## Démographie
| Évolution démographique                                    | Évolution démographique | Évolution démographique | Évolution démographique | Évolution démographique | Évolution démographique | Évolution démographique | Évolution démographique | Évolution démographique | Évolution démographique | Évolution démographique |
| 1996                                                       | 1998                    | 1999                    | 2000                    | 2001                    | 2002                    | 2003                    | 2004                    | 2005                    | 2006                    | 2007                    |
| ---------------------------------------------------------- | ----------------------- | ----------------------- | ----------------------- | ----------------------- | ----------------------- | ----------------------- | ----------------------- | ----------------------- | ----------------------- | ----------------------- |
| 3 165                                                      | 3 189                   | 3 179                   | 3 188                   | 3 249                   | 3 397                   | 3 440                   | 3 416                   | 3 437                   | 3 478                   | 3 466                   |
| Sources: Ribaforada et instituto de estadística de navarra |                         |                         |                         |                         |                         |                         |                         |                         |                         |                         |

## Patrimoine

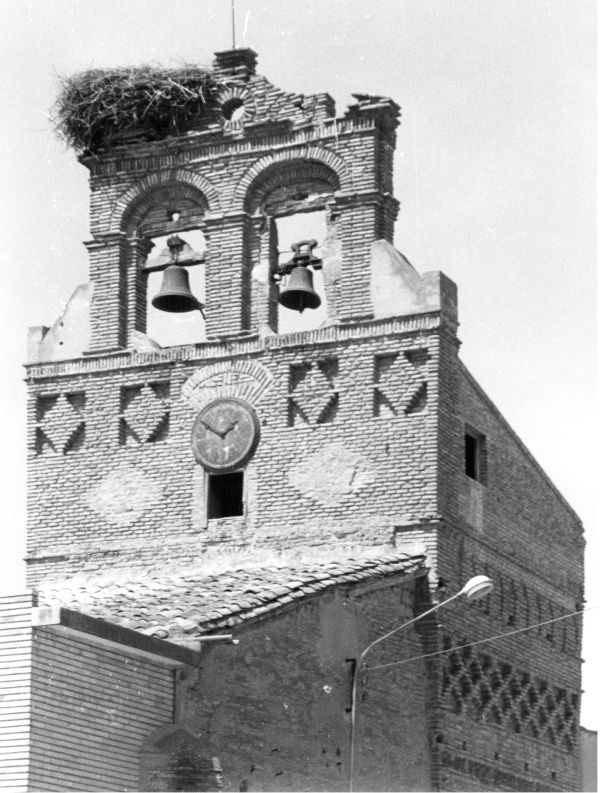
Église du XVIe de style mozarabe

### Patrimoine civil
- Le canal Impérial d'Aragon dont la construction a débuté sous le règne de Philippe II d'Espagne et qui arrose trois autres localités navarraises, avant d'entrer en territoire aragonais.